# Labyrint: Útěk (kniha)
Labyrint: Útěk (v anglickém originále The Maze Runner) je první díl knižní trilogie amerického spisovatele Jamese Dashnera. Jde o dystopickou postapokalyptickou sci-fi pro dospívající mládež, v podobném stylu jako Hunger Games. Vyšla poprvé v říjnu 2009 v nakladatelství Delacorte Press.
Kniha má dvě pokračování nazvaná Spáleniště: Zkouška (The Scorch Trials) a Vražedná léčba (The Death Cure). V roce 2012 vyšla další Dashnerova kniha Rozkaz zabít (The Kill Order), dějově předcházející celé sérii.
Česky ji koncem srpna 2014 vydala společnost Euromedia Group v edici YOLI, a to v překladu Petra Kotrleho pod názvem Labyrint: Útěk. Kniha vyšla s původní ilustrací Chrise Stokera na obálce a s filmovým přebalem. Původně bylo vydání první knihy v češtině očekáváno už v dubnu 2014, druhé knihy v srpnu a třetí v prosinci téhož roku. Znovu byl román vydán v závěru roku 2015 v rámci souborného jednosvazkového vydání celé trilogie pod názvem Labyrint.

## Děj
Děj knihy se odehrává v obřím, životu nebezpečném bludišti, které svými stometrovými stěnami obepíná malý kousek země, na němž žije skupina kluků a jemuž říkají Plac (The Glade). Příběh je vyprávěn z pohledu Thomase (avšak ve 3. osobě), náctiletého hocha bez jakýchkoli vzpomínek spojených s vlastní identitou, kromě křestního jména. Toho přiveze výtah na Plac mezi ostatní kluky, kteří si říkají Placeři (Gladers) a stejně jako on si nepamatují, jak nebo proč se zde octli. Kamenné brány labyrintu se každé ráno otevřou a „běžci“ (Runners) se vydávají prozkoumat okolí, po setmění se však brány zavírají a dosud nikdo v něm noc nepřežil. Jednou za měsíc pak výtah přiveze zásoby a dalšího nováčka. Po Thomasovi však na druhý den přiveze vůbec první dívku – Teresu – a věci se začínají měnit.

## Postavy
- Thomas – Hlavní hrdina knihy. Je to šestnáctiletý chlapec střední výšky s hnědými vlasy. Zároveň je posledním chlapcem, který vstoupil do Placu a jediné, co si pamatuje, je jeho jméno. Později se z něj stane běžec.
- Teresa – Jediná dívka na Place a zároveň je i posledním člověkem, který do Placu vstoupil. Je štíhlá, má černé dlouhé vlasy a modré oči. Má schopnost telepaticky komunikovat s Thomasem.
- Alby – Je nejstarším z chlapců a zároveň je jejich vůdce. Je první, kdo do Placu vstoupil a nastavil určitá pravidla, která ostatní v Placu dodržují. Je hnědé pleti a má tmavé krátké vlasy.
- Newt – Milý, přátelský chlapec s britským přízvukem. Je vysoký a má blonďaté vlasy střední délky. Bývalý běžec. Zástupce Albyho.
- Gally – Placer, který striktně dodržuje Albyho pravidla a žádá po ostatních v Placu, aby je také dodržovali a respektovali. Nedůvěřuje Thomasovi a dává to často najevo.
- Chuck – Nejmladší chlapec na Place. Je boubelatý a má krátké kudrnaté vlasy. Než do Placu vstoupil Thomas, byl nejnovějším členem právě Chuck. Je pro Thomase jako mladší bratr.
- Minho – Je vedoucí běžců, který mapuje každou část Labyrintu. Je velmi sarkastický, drzý a impulzivní, ale zároveň také chytrý, okouzlující a loajální vůči jeho kamarádům z Placu.

## Svět a jazyk Labyrintu
Skupina pár desítek chlapců žijících na Place užívá řadu slangových výrazů jako čón (v originále shank), grind (slinthead), frasák (shuck), plopák (klunk). O Thomasovi zpočátku mluví jako o „bažovi“ (greenie), tedy zelenáčovi. Placeři se dělí podle vykonávaných činností na běžce (runners), stavitele (builders), krvárníky (blood housers), porcovače, šlichťáky (sloppers), kuchaře, meďochy (med-jacks), futrálníky, zemvrtáky (track-hoes) a další. V čele každé skupiny je kápo a sbor kápů tvoří tzv. shromáždění – jakousi radu starších, která činí závažná rozhodnutí.
Čtyřhranný Plac se dělí na čtyři části označované jako Zahrady, Krvárna (určená k chovu zvířat), Dvůr (obytný dům) a Krchálek (hřbitov v nejhustším koutě lesa). Mimoto je zde bunkr běžců a Klec, která přiváží zásoby a nové přírůstky. Plac je obehnán zdmi Labyrintu, do něhož vedou na světových stranách čtyři brány. Bludiště je rozděleno do osmi sekcí. V labyrintu se pohybují nebezpeční pavoukovití bioničtí tvorové zvaní rmuti (Grievers). Jejich uštknutí způsobuje chlapcům velmi bolestivý proces, který nazývají proměna a jenž mohou odvrátit jen včasným podáním séra. Placeři jsou stále sledování pomocí břitvounů (beetle blade) – tvorů připomínajících ještěrky.
Placeři mluvili o lidech, kteří labyrint zřejmě vytvořili a drželi je v něm, jako o Tvůrcích. V průběhu děje se ukazuje, že jde o organizaci zvanou ZLOSIN, což je zkratka z názvu Zánik lidstva: oddělení smrtící izolace nezletilých (v originále World In Catastrophe: Killzone Experiment Department, zkráceně WICKED).

## Filmová adaptace
V roce 2010 začalo studio Fox uvažovat o zfilmování knihy. V létě 2012 obsadilo režiséra Wese Balla. První verzi scénáře napsal Noah Oppenheim a tu dále upravili Grant Myers a T. S. Nowlin. Do hlavní role Thomase byl v dubnu 2013 obsazen mladý herec Dylan O'Brien. Premiéra filmu, nazvaného shodně s knihou The Maze Runner, byla původně stanovena na 14. února 2014, ale později odložena na 19. září téhož roku. Na stejné datum bylo stanoveno i uvedení do českých kin pod názvem Labyrint: Útěk.